# Гросвайкерсдорф
Гросвайкерсдорф (нем. Großweikersdorf) — ярмарочная коммуна (нем. Marktgemeinde) в Австрии, в федеральной земле Нижняя Австрия.
Входит в состав округа Тульн.  Население составляет 2894 человека (на 31 декабря 2005 года). Занимает площадь 43,32 км². Официальный код  —  32110.

## Политическая ситуация
Бургомистр коммуны — Франц Отто (АНП) по результатам выборов 2005 года.
Совет представителей коммуны (нем. Gemeinderat) состоит из 21 места.
- АНП занимает 12 мест.
- СДПА занимает 6 мест.
- АПС занимает 3 места.